# Ocean Fifty
L'Ocean Fifty, anciennement Multi50, est une classe de multicoque hauturier de course et de croisière dont la longueur est de 50 pieds soit 15,24 m. Ses caractéristiques sont définies par une jauge à restrictions.

## La jauge
La classe a changé de nom le 16 mars 2021 : de Multi50, elle est devenue Ocean Fifty.
Regroupant des catamarans et des trimarans, elle est définie par une jauge dont les principales caractéristiques sont :
- longueur maximale : 15,24 m ;
- largeur maximale : 15,24 m ;
- tirant d'eau maximal : 3,50 m ;
- tirant d'air maximal : 23,77 m.

En outre, cette classe interdit de basculer le mât et d'utiliser certains matériaux coûteux comme le titane ; limite l'utilisation du carbone sur certains accastillages, le nombre de safrans et de dérives à 4. Mais aussi 2 foils monotypes sont possibles. Elle oblige également d'embarquer 6 voiles dont un tourmentin et une grand-voile.

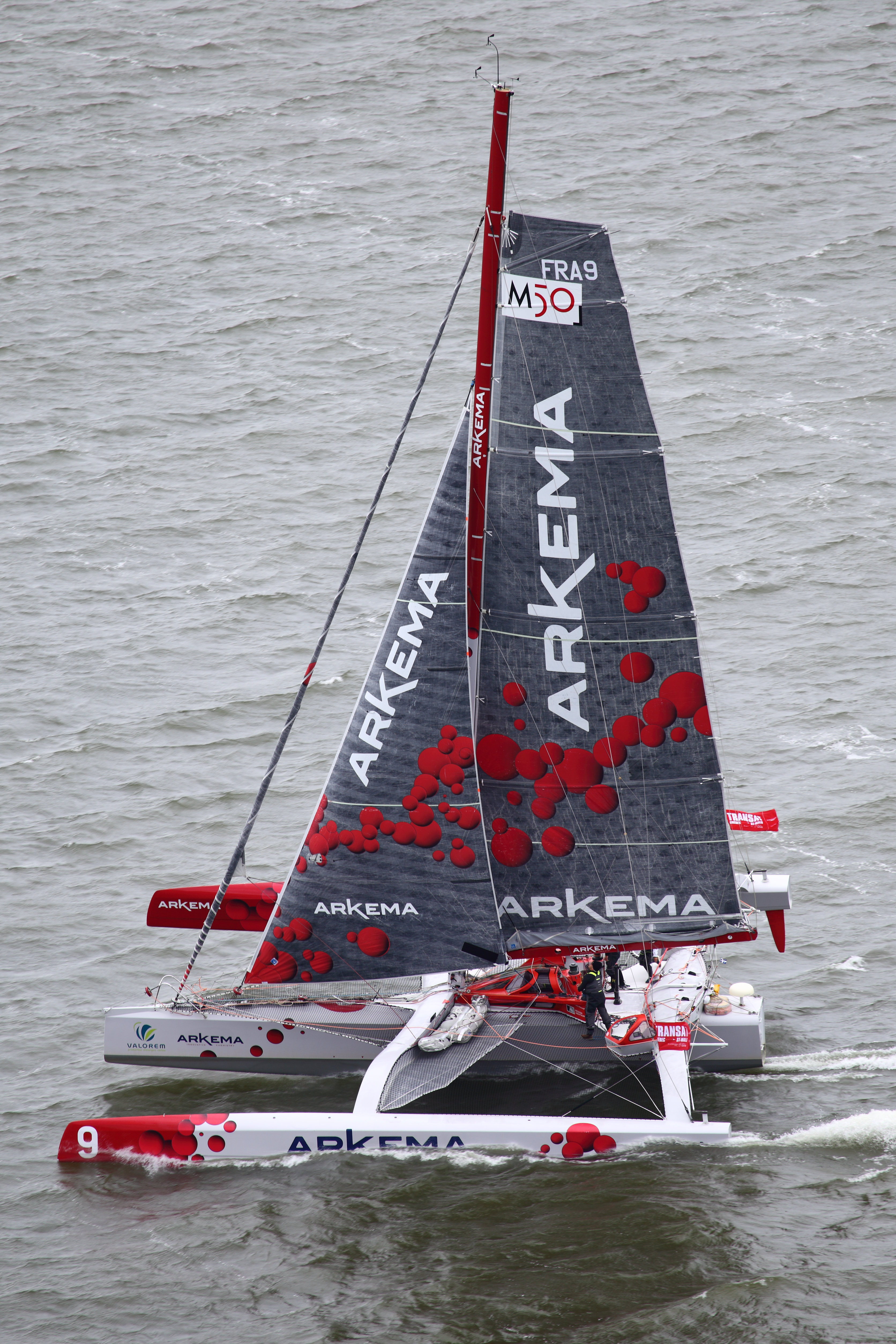
Le Multi50 Arkema au départ de la Transat Québec-Saint-Malo 2016.

## Les courses
La création de la classe donne naissance à la première course dédiée, intitulée Pro Sailing Tour, dont la première édition est réalisée à partir de mai 2021,.
D'autres courses accueillent la catégorie :
- La Route du Rhum, transatlantique en solitaire de Saint-Malo à Pointe-à-Pitre en Guadeloupe, soit 3 510 milles nautiques : tous les quatre ans depuis 1998.
- La Transat Jacques-Vabre, transatlantique en double du Havre à Itajai au Brésil - 5 400 milles : tous les deux ans depuis 1997.
- L'Armen Race en équipage, depuis 2011, départ et arrivée à La Trinité-sur-Mer avec une boucle dans le Golfe de Gascogne avec passage au Phare d'Ar-Men.
- La Transat Québec-Saint-Malo, transatlantique en équipage d'ouest en est de Québec (Canada) à Saint Malo - 2 900 milles : tous les quatre ans depuis 2016.
- La Fastnet Race, de Cowes à Plymouth ou Cherbourg en allant enrouler Fastnet Rock : tous les deux ans.
- Le Trophée des Multicoques Baie de Saint-Brieuc, série de courses en équipage sur trois jours dédiées aux Ocean Fifty[3].